# Мукачівська ратуша
Мука́чівська ра́туша (угор. Munkácsi városháza) — триповерхова адміністративна будівля у місті Мукачево (Закарпатська область). Збудована на початку XX сторіччя (1904 рік), у стилі неоготики під впливом угорської сецесії. Ратуша стоїть у самому центрі міста, на площі Духновича (раніше на початку вулиці Пушкіна).
У 1898 році було оголошено конкурс на проєкт ратуші. Участь брало 12 проєктів серед яких переміг проєкт столичного архітектора Яноша Бобули молодшого (Bobula János, 1871 – 1922). Роботи по спорудженню почались 16 липня 1903 року, нагляд за будівництвом здійснював сам автор спільно з інженером Густавом Берновічем. Урочисте закладення відбулося 23 липня 1903 року.
Архітектор надав будівлі готичні риси у контексті модернізованого угорського ретроспективізму. Ратушна вежа виконана у схематичних формах стародавньої середньовічної архітектури, вона примикає до ризаліту будівлі з маленькими шпилястими баштами-еркерами по кутах, під якими вміщені барельєфи з зображенням історичного герба міста (Святого Мартина на коні). На першому поверсі влаштовані галереї із хрестовими склепіннями на кшталт середньовічних торгових галерей. Вікна першого поверху також мають вигляд великих стрілчастих арок. Стіна фасаду розчленована лопатками і завершується плавною хвилястою лінією невисокого аттіка.
На ратушній вежі — годинник-куранти. Згідно з архівними даними, його виготовив Йосип Шовінський. Механізм курантів зі сталі, а підшипники з бронзи. Годинник встановили наприкінці 1904 року, на той час він входив до числа п’ятірки найкращих баштових годинників у Європі. Головний механізм годинника розміщений у невеликій овальній кімнаті башти. У скляному ящику працює система шестерень і важелів, сполучених туго натягнутими тросами з двома дзвонами. Через кожні 15 хвилин по меншому дзвону ударяє молот, відбиваючи чверті години. Удари по великому дзвону сповіщають про цілу годину.
Мукачівська ратуша створює враження солідності й урочистості, як і належить резиденції міської адміністрації, котра містилась у цьому будинку за всякої влади. Пластичне компонування, характерне для угорської школи модерну початку XX століття та романтичний характер будинку у цілому, надають споруді мукачівської ратуші атмосферу певної "казковості".

## Галерея

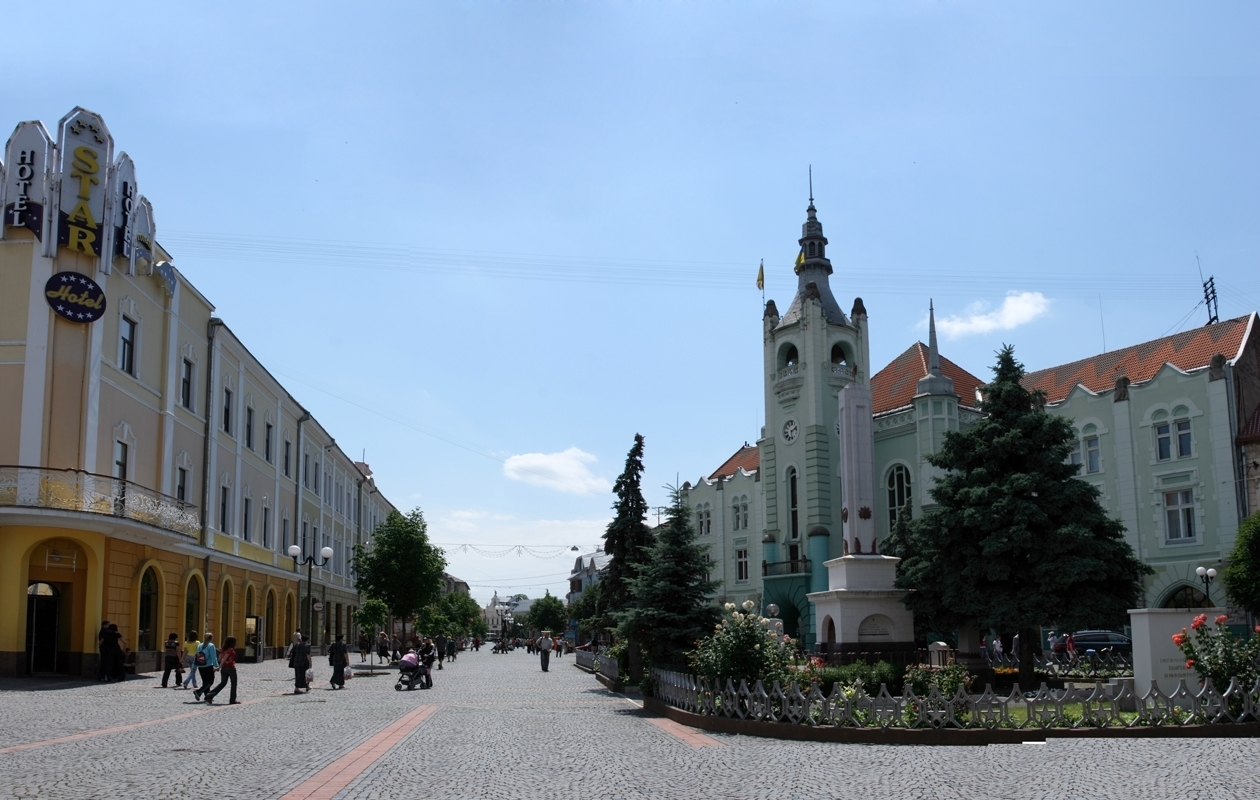
Ратуша (праворуч) і вулиця Пушкіна
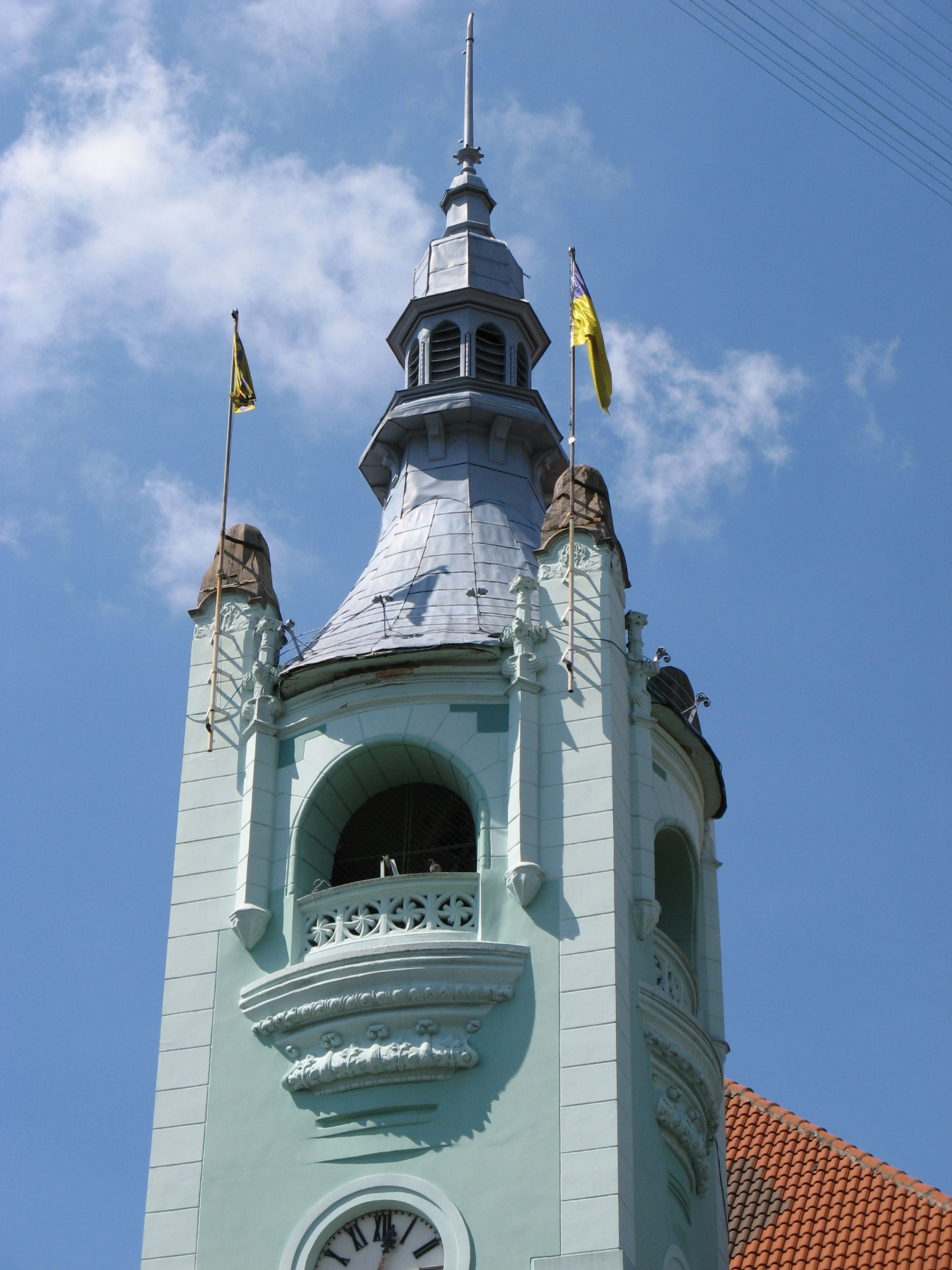
Ратушна вежа
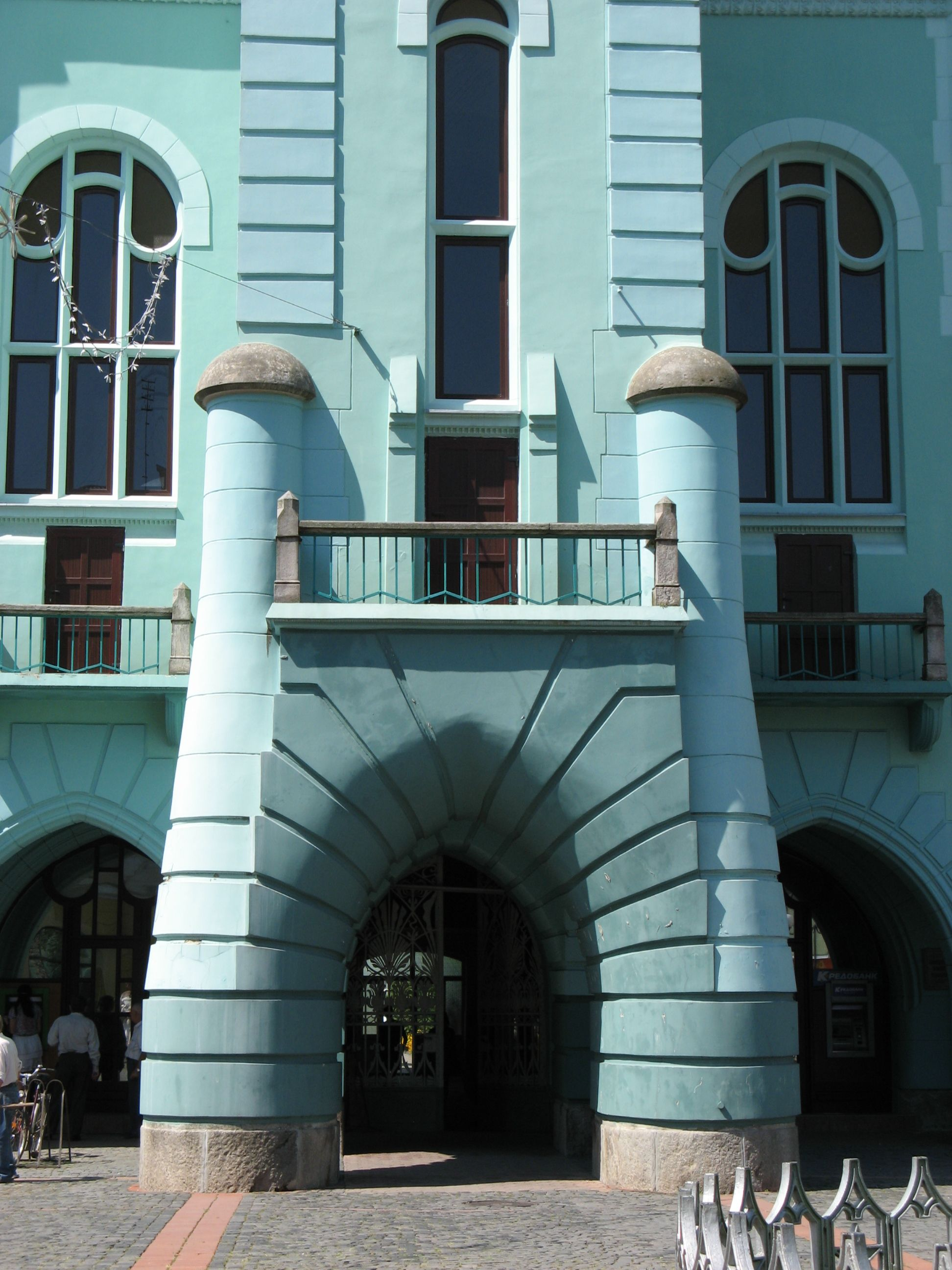
Головний вхід
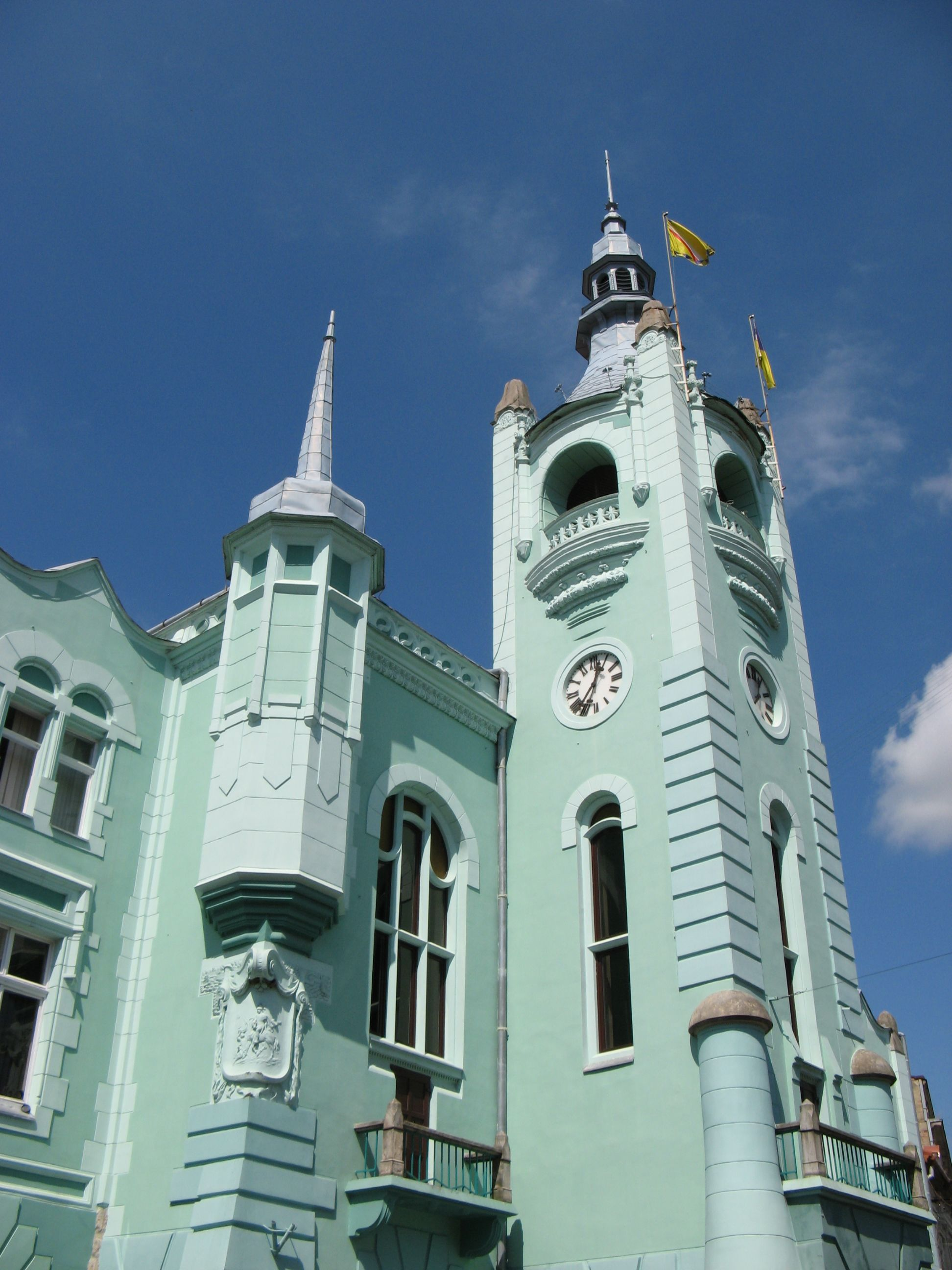
Кутовий вигляд
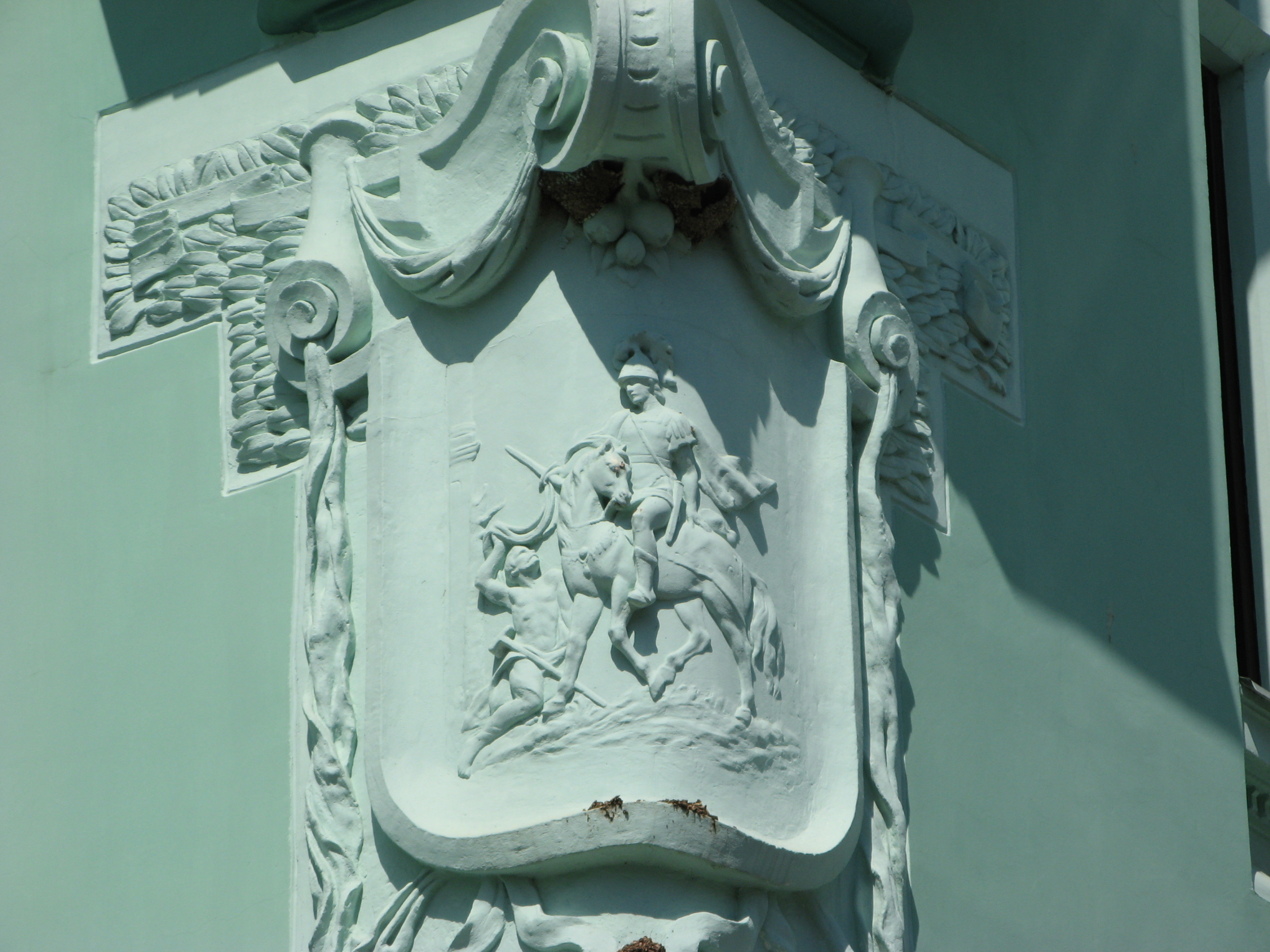
Барельєф з міським гербом
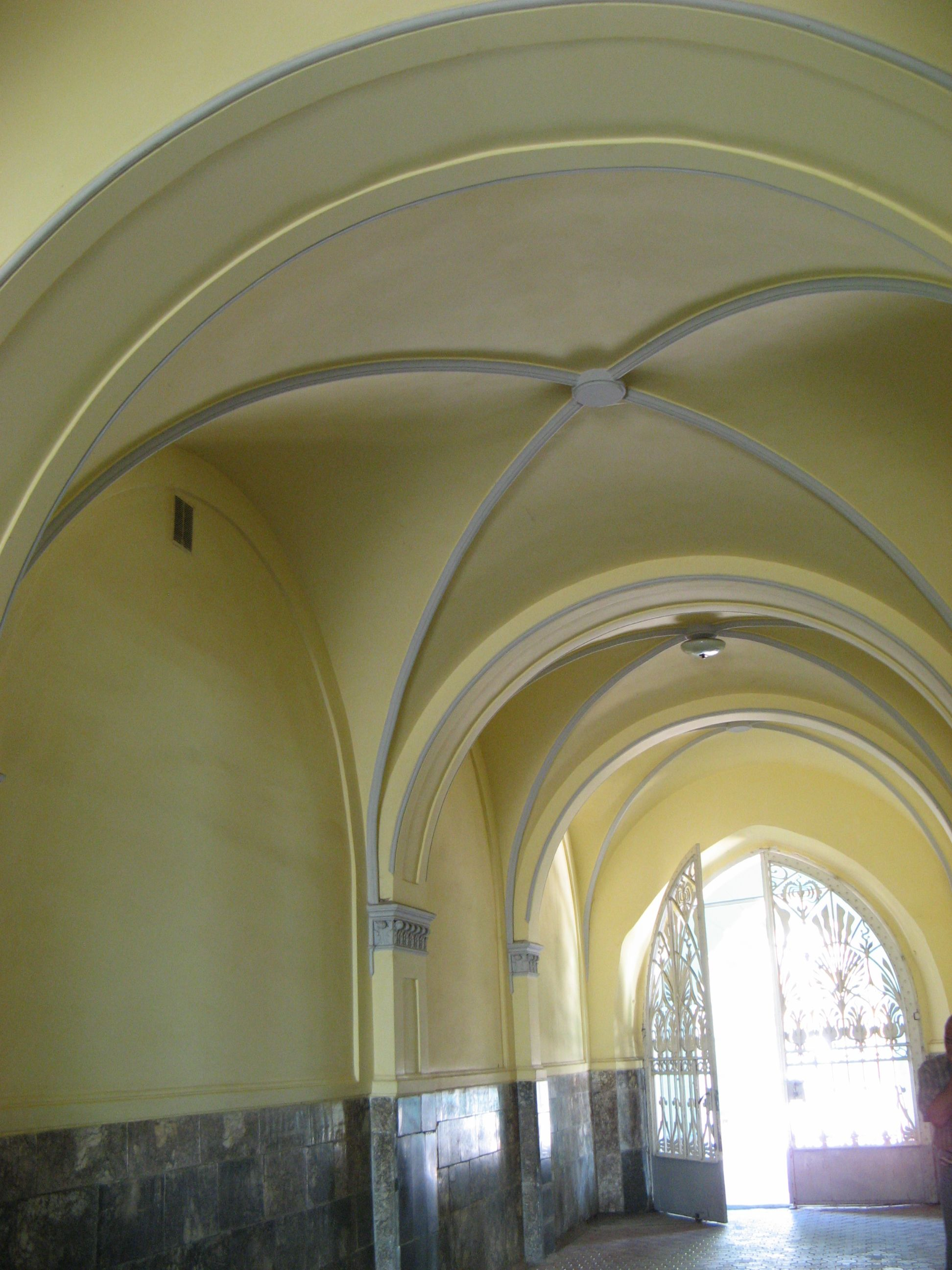
Центральний коридор ратуші
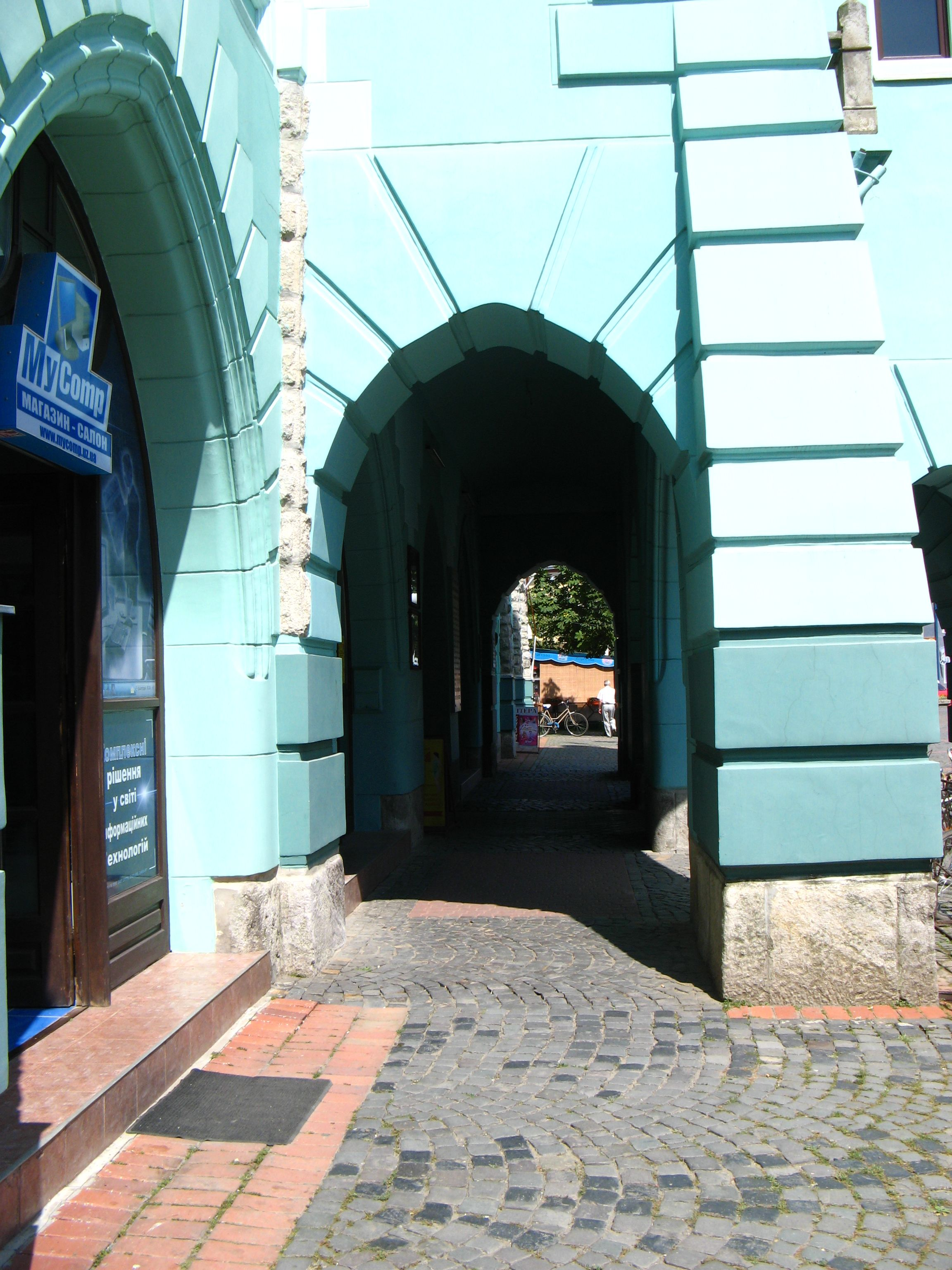
Арочний прохід
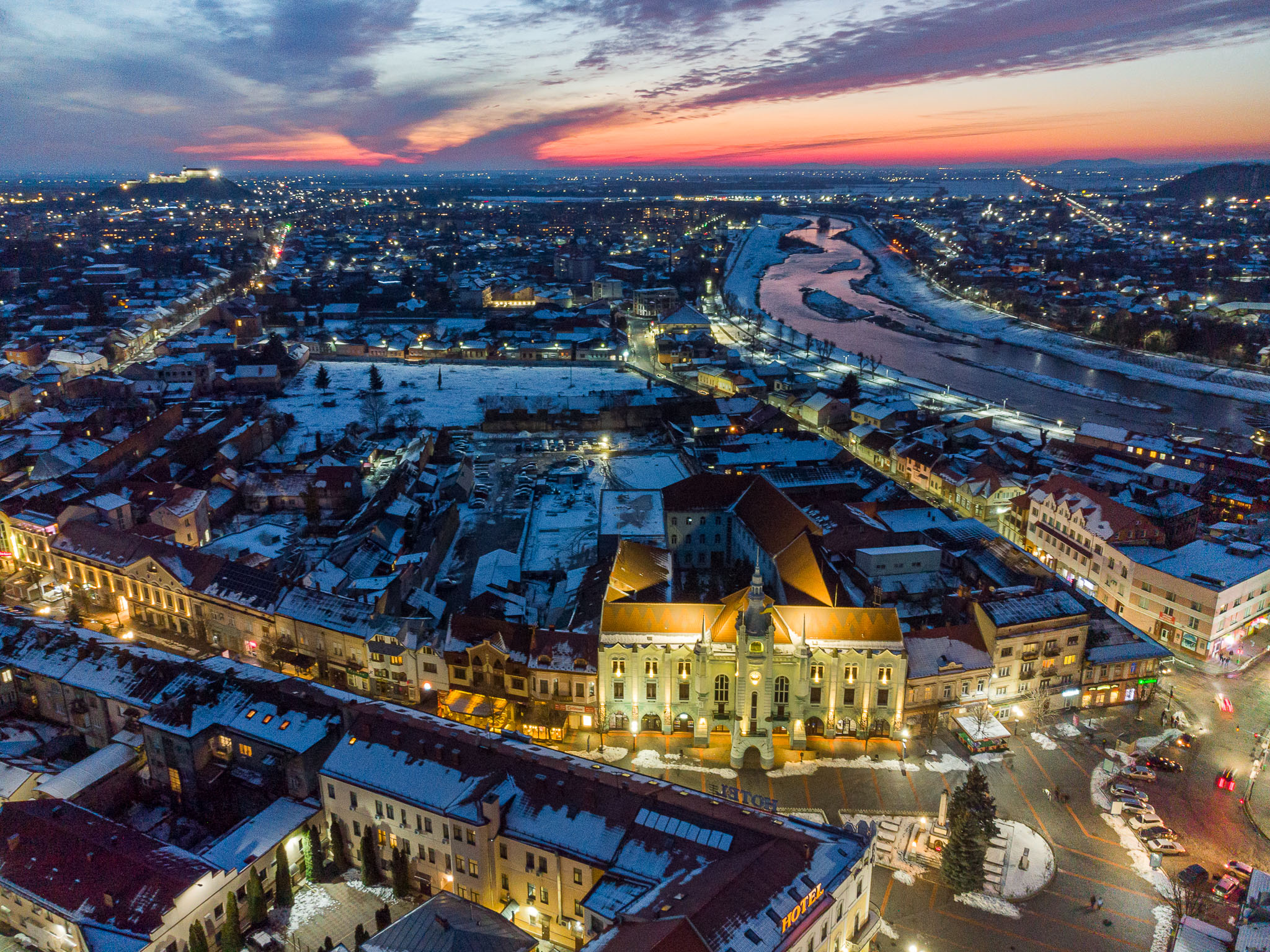
Вечірня панорама Мукачівської ратуші та міста
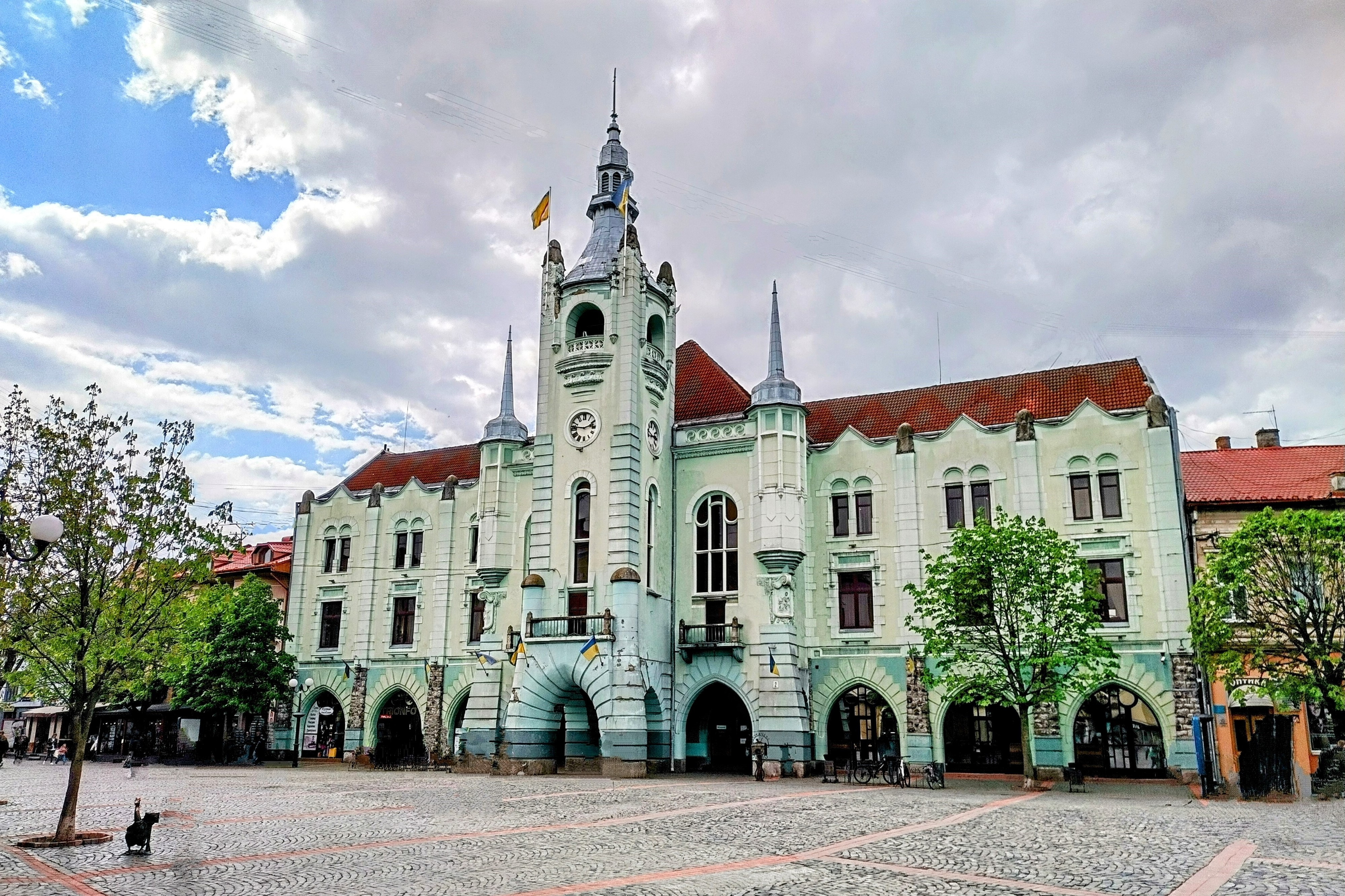
Панорамний вигляд (2023 р.)
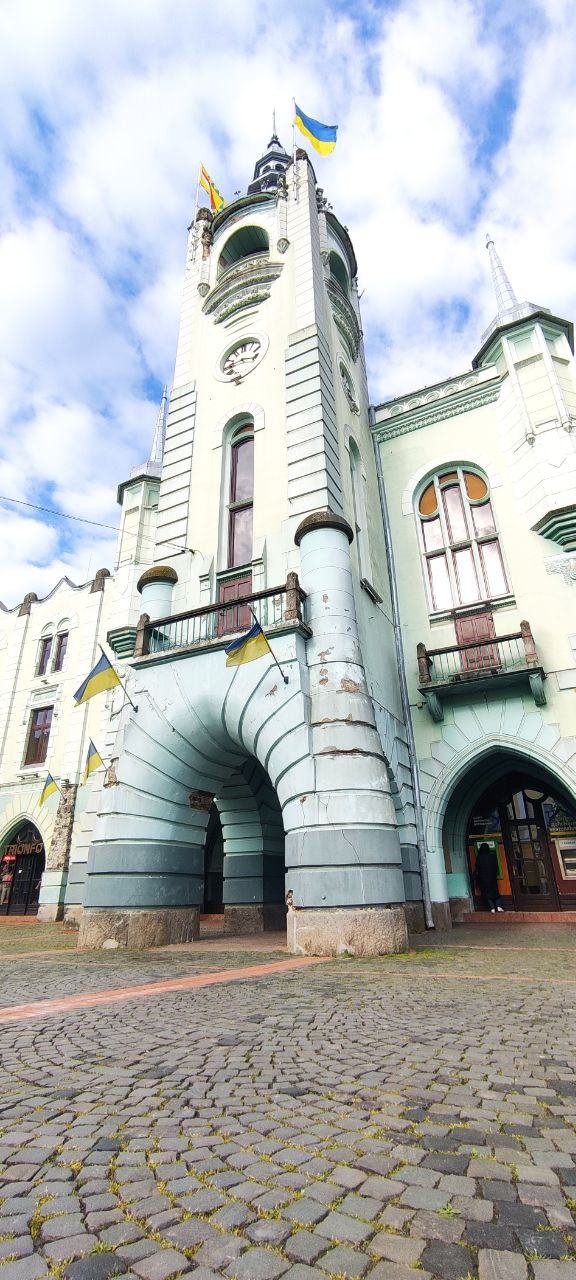
Вхід у Ратушу